# Cynandra bernardii
Cynandra bernardii är en fjärilsart som beskrevs av Lagnel 1967. Cynandra bernardii ingår i släktet Cynandra och familjen praktfjärilar. Inga underarter finns listade i Catalogue of Life.